# 阿尼法阿曼
阿尼法·阿曼（1953年11月16日—），马来西亚政治人物，他是现任爱沙巴党主席，也是沙巴政府的国际关系顾问。
他曾是国阵巫统党员，在2018年宣布退党后成为独立议员。后来加入沙巴爱沙党，并从2020年起担任党主席。他于2004年至2019年担任沙巴金马利的国会议员。在联盟政府内，他曾担任马来西亚原产业部副部长和外交部长等职。